# Red Dead Revolver
Red Dead Revolver è un videogioco action-adventure del 2004, sviluppato da Rockstar San Diego e pubblicato da Rockstar Games per PlayStation 2 e Xbox.
È ispirato al genere spaghetti-western anni '60 ed è ambientato per una prima parte nel 1876 e per una seconda nel 1885, al tempo dei cacciatori di taglie, dei banditi, degli sceriffi e dei fuorilegge.

## Trama

### Prima parte anno 1876
La prima parte ha inizio nel 1876. Nate Harlow ed il suo socio Griffon hanno trovato l'oro sul Monte Orso. Griffon viene successivamente catturato da un esercito di soldati messicani e condannato ad essere giustiziato come spia. Per salvarsi, offre al Generale Javier Diego metà dell'oro del Monte Orso. Più tardi, Diego invia il Colonnello Daren, suo braccio destro, a uccidere Nate Harlow e la sua famiglia. Daren spara a Nate e a sua moglie ma il furioso figlio di Nate, Red, riesce a sparare al braccio sinistro di Daren, amputandoglielo grazie alla pistola del padre, trovata tra le braci ardenti, e marchiando la sua mano con la figura di uno scorpione.

### Seconda parte, anno 1885
Anno 1885. Red è cresciuto ed è diventato un cacciatore di taglie. La storia inizia mentre combatte e uccide tutti i membri di una banda di fuorilegge guidata da Bloody Tom. Sperando di riscuotere le taglie dei fuorilegge, porta i corpi alla cittadina di Widow's Patch, dove viene attaccato dalla banda di Ugly Chris. Red e lo sceriffo riescono a eliminarli, ma nello scontro lo sceriffo viene gravemente ferito, per cui Red deve recarsi urgentemente a Brimstone per accompagnarlo dal dottore.
Successivamente, lo sceriffo della città chiede a Red di occuparsi, per suo conto, di alcuni criminali. Compito che Red accetta: dopo averli uccisi, va a riscuotere la taglia, ma il direttore della banca gli rivela che il treno con l'oro non è ancora arrivato. Nel frattempo, Red scopre che una ragazza, Annie Stoakes, è in pericolo in quanto la banca vuole impossessarsi del terreno e del suo ranch, il cui proprietario, Griff, possiede anche la miniera del Monte Orso. Ricordandosi che la sua famiglia venne uccisa proprio per quella miniera, Red va dallo sceriffo di Brimstone, dove scopre che fu il generale Diego ad ordinare al colonnello Daren di uccidere i suoi genitori e che, inoltre, su di loro esiste una taglia. Dopo aver ucciso Daren ed aver assaltato la villa del Generale Diego, che inizialmente tenta la fuga su un treno, ma poi viene ucciso.
Red scopre durante una competizione ad estrazione rapida, chiamata Battle Royale, che il governatore è Griffon, colui che consegnò i suoi genitori al Generale Diego. Griffon ordina a Mr. Kelley, il campione della competizione, di assassinare Red, ma Red riesce a ucciderlo. Poi insegue Griffon nella sua villa e lo uccide in un duello. Lo sceriffo offre a Red l'oro della ricompensa, ben 5000 $, ma lui rifiuta, accontentandosi di prendere solo la pistola Scorpion di Griffon e rispondendo "Non è mai stato per i soldi" ("It never was about the money" in originale).

## Modalità di gioco
All'interno di Red Dead Revolver vi sono tre tipi di modalità di gioco. All'interno di queste tre modalità si potranno affrontare un massimo di quattro giocatori divisi in squadre. Una caratteristica importante di questo multiplayer è il poker: lo scontro tra i giocatori avverrà come se fosse una partita a poker: quando un giocatore muore, lascia una carta che può essere raccolta da un giocatore avversario o anche dal giocatore morto se abbastanza veloce da ritornare in campo e raggiungerla. Ogni carta dà diritto ad un bonus diverso. Il bonus della carta viene assegnato in base al colore:
- CARTA VERDE: aumenta al massimo salute e munizioni.
- CARTA GIALLA: riporta al massimo le abilità speciali del giocatore.
- CARTA BLU: fornisce una nuova arma e aumenta la salute del 25%.
- CARTA ROSSA: potenzia una delle armi già presenti nel repertorio.
- CARTA ARANCIONE: dà al giocatore un potenziamento casuale.

### Cacciatore di taglie
In questa modalità si entrerà nei panni di un vero cacciatore di taglie il cui scopo è di guadagnare soldi uccidendo il maggior numero di nemici, fino a quando non si raggiunge una cospicua somma di denaro. A ogni nemico ucciso si guadagna 500 $, ma, se prima di morire, lo colpirai ancora guadagnerai altro denaro: 2 $ per un colpo al busto, 6 $ per un colpo alla gamba e 8 $ per un colpo alla testa. Il limite di taglia raggiungibile va da 3 000 $ a 20 000 $.

### Tramonto
La modalità tramonto è uguale alla precedente, solo che al posto di raggiungere una certa somma bisogna uccidere i nemici in un certo intervallo di tempo, da uno a quindici minuti. 

### Mezzogiorno di fuoco
L'ultima modalità si differenzia dalle altre: prende il nome di duello se avviene tra due giocatori, invece prende il nome di stallo alla messicana se avviene fra tre o più giocatori. Questo multiplayer funziona allo stesso modo del single player.

## Personaggi principali
- Jack Swift: pistolero inglese. Ha viaggiato dalla sua terra fino a Brimstone, dove prima prese parte al circo del Professor Perry, poi fu liberato da Red Harlow, il personaggio principale del gioco. Dopo aver ucciso il Professor Perry e i suoi scagnozzi insieme a Red Harlow e la bella Annie Stoakes, per vendicarsi dà la caccia al Governatore Griffon, al Generale Diego e al Colonnello Daren. Alla fine, per consentire a Red di raggiungere il governatore Griffon, Jack cerca di trattenere alcune guardie, dalle quali, dopo un lungo scontro verrà ucciso. Questa versione è confermata solo dallo sguardo finale di Annie alla domanda di Red in merito al destino del britannico.

- Annie Stoakes: la bella Annie Stoakes possiede un ranch ereditato dal padre. Il ranch è l'unica cosa che possiede ma il Governatore Griffon vuole impadronirsene in tutti i modi, perciò invia due scagnozzi, Holstein Hal e Longhorn Luke. All'arrivo dei due fratelli però, Annie deve usare le armi per dissuadere i due scagnozzi. Anche lei, insieme a Red Harlow e Jack Swift, combatte contro il Governatore Griffon.

- Shadow Wolf (Lupo Che Ringhia): è un pellerossa della tribù del Lupo Rosso, cugino di Red Harlow. Shadow Wolf, dopo essere stato testimone del rapimento di Red da parte del Generale Diego, decide di andare a liberarlo. Viaggia quindi fino al Monte Orso allo scopo di liberarlo insieme a Buffalo Soldier, ex compagno di cella di Red. Viene ucciso dal cannone del Colonnello Daren, alimentando ulteriormente la sete di vendetta di Red.

- Governatore Griffon: comanda tutte le piccole città del West ed è colui che vendette Nate Harlow, padre di Red, al Generale Diego, ucciso per rubargli tutto l'oro estratto sul Monte Orso. È il bersaglio finale di Red, Jack Swift ed Annie Stoakes. Venne eletto governatore grazie alle pressioni del Generale Diego.

- Generale Javier Diego: vuole accaparrarsi tutto l'oro del Monte Orso, quindi costruisce una miniera sopra di esso, controllata dai banditi della zona. Il generale messicano, dopo aver saputo dell'oro, inviò il colonnello Daren ad assassinare Nate Harlow. Fece prigioniero sia Red Harlow che Buffalo Soldiers dopo averli storditi, ma Shadow Wolf riesce a liberarli. È il penultimo bersaglio di Red. Cerca di scappare sul suo treno blindato ma viene ucciso da Red, nonostante lo avesse supplicato di non farlo.

- Colonnello Daren: è lo spietato secondo del colonnello Diego. Ha perso il braccio sinistro per un colpo di pistola sparato da Red durante il massacro dei suoi genitori. Al posto di quest'ultimo ha un cannone per cui fa fatica a muoversi.

- Sceriffo Bartlett: è lo sceriffo di Brimstone e fa conoscenza di Red quando porta a curare lo Sceriffo O'Grady. Tutti i malviventi che giungono a Brimstone vengono uccisi da Red su richiesta dello sceriffo Bartlett.

- Sceriffo O'Grady: è lo sceriffo della cittadina di Widow's Patch, dove regna ormai la banda di “Ugly” Chris. Questo sceriffo vive da più di un anno in quella città grazie alla benevolenza della banda di “Ugly” Chris, in quanto lo stesso Chris mira a sua figlia Katie.

- Ugly Chris: Il suo nome completo è, Christopher "Ugly Chris" Bailey,  capo della banda che infesta Widow's Patch. Ugly e la sua banda verrà poi sgominata da Red.

- Chicken (o più semplicemente Pollo): fa parte della banda di "Ugly” Chris; è cattivo quanto stupido e sembra prediligere la compagnia dei polli di Widow's Patch. Per la sua testa hanno offerto 125 $ di taglia vivo o morto.

- 'Hedgehog' Thornton (o più semplicemente 'Riccio'): fa parte della banda di "Ugly" Chris e dal suo aspetto sembra che il suo capo banda lo abbia tirato fuori da una topaia. Delle canaglie peggiori di lui non esistono, e se lo Sceriffo O'Grady non avesse perso colpi, e non fosse invecchiato, sarebbe dove merita di essere. Per la sua testa hanno offerto 100$ di taglia per rissa e omicidio.

- Hank "Gigolò" Hancock: fa parte della banda di "Ugly" Chris. Come avrà fatto "Gigolò" ad entrare nel giro, non si sa. È un codardo, un insegnante di passaggio lo vide uccidere, mentre dormiva, un vecchio pistolero ubriaco. La cosa colpì molto "Ugly" Chris, che lo reclutò. Per la sua testa offrono 25 $ di taglia per sospetto omicidio.

- Whisky' Treadwell: è un altro membro della banda di "Ugly" Chris. Venne cresciuto da un certo Padre Callahan ma che non ebbe fortuna nella sua educazione, già da bambino prese a bere whisky e a comportarsi male con gli altri bambini. Una volta cresciuto prese il treno e quando sbarcò a Widow's Patch incontrò "Ugly" Chris e lo seguì.

- Bloody Tom: tutti credevano che "Bloody" Tom fosse un macellaio, invece è un bandito più che valido, capo di una piccola banda composta da lui stesso, Greg 'Big Oaf' Whitney e Loaf Whitney. Durante una sparatoria tra due bande,[3] "Bloody" Tom si nascose sotto alcuni cadaveri riuscendo a salvarsi. Da quel momento giurò che non avrebbe più frequentato banditi ma di dedicarsi a mercanti viaggiatori e pionieri. Anche "Bloody" Tom insieme a Greg "Big Oaf" Whitney e Loaf Whitney, padre e figlio, furono vittime di Red Harlow. Per la testa di "Bloody" Tom offrirono 250 $ di taglia per omicidio e lesioni.

- Holstein Hal: uno degli scagnozzi del Governatore Griffon, e, se lo Sceriffo Bartlett dovesse ucciderlo, sarebbe come commettere un suicidio, perché il capo di Holstein Hal è il capo dello Sceriffo Bartlett. Holstein Hal non è abbastanza astuto da acquistare e gestire una mandria, proprio per questo la ruba agli altri. Insieme a Longhorn Luke, suo fratello, fu vittima del fucile di Annie Stoakes, dopo che assalì con i bisonti il ranch che andava a fuoco. Per la testa di Holstein Hal offrirono 500$ per furto di bestiame.

- Longhorn Luke: un tempo era un pioniere e un cacciatore di bisonti, ma dopo la sua estinzione dovette trovarsi un altro lavoro quindi si fece largo a colpi di pistola e di lazo. Entrò in affari con suo fratello, Holstein Hal, e poi diventò, sempre insieme al fratello, uno scagnozzo del perfido Governatore Griffon. Anche lui fu vittima del fucile di Annie Stoakes. Per la testa di Longhorn Luke offrirono 500$ di taglia per molestie e omicidio.

- Harry 'Hatchet' Schultz: il padre di Harry era solito punirlo facendolo tagliare la legna per ore mentre i suoi fratelli e le sue sorelle lo prendevano in giro. A 15 anni, intorno alla sua casa non si trovarono più alberi e, da quel momento, Harry si fece largo a colpi d'ascia tra la gente, oltre che al classico fucile. Gli assalti ai treni sono la sua specialità, finché sulla Ferrovia Pan-Atlantica, sul treno diretto a Brimstone da Widow's Patch, Red Harlow non dovette portare il ferito Sceriffo O'Grady da un dottore e così fu anche lui vittima del cacciatore di taglie. Per la testa di Harry 'Hatchet' Schultz offrirono 500$ di taglia per aver fatto a pezzi diverse cose.

- Professor Perry: il professor Perry è acerrimo nemico di Jack Swift, capo di una banda di fenomeni da baraccone. Non si separa mai dalla sua bottiglia di nitroglicerina. Viene ucciso a Widow's Patch da Jack Swift.

- Nate Harlow: padre del protagonista Red, socio in affari del governatore Griffon, venne ucciso dal Generale Diego che inviò sia il colonnello Daren sia un gruppo di banditi a fare il lavoro sporco. La morte di suo padre e di sua madre, Stella cadente, fu il motivo che spinse Red a vendicarsi.

Alcuni di questi personaggi saranno giocabili nel multiplayer di Red Dead Redemption, il seguito di Red Dead Revolver, acquistabili nel pacchetto Leggende e Killer.

## Retrocompatibilità
Il gioco, nelle sue due versioni per Xbox e PS2, è formalmente compatibile con Xbox 360 e PS3, tuttavia su Xbox 360 è impossibile superare il 12º livello, intitolato "Saloon Fight", in quanto il gioco si blocca nel caricamento dello stesso. La versione PS2 si suppone essere retrocompatibile con PS3, ma solo nelle versioni a 20/60GB. Il 19 dicembre 2012 venne messa in commercio la versione digitale sul PSN. In seguito rimossa, venne di nuovo rilasciata nel 2016, rimasterizzata per PS4.

## Colonna sonora
La colonna sonora è composta principalmente da brani tratti da film Spaghetti Western degli anni sessanta e settanta come Lo chiamavano King, Preparati la bara!, Sette Dollari Sul Rosso, ...e per tetto un cielo di stelle, Una bara per lo sceriffo, Lo chiamavano Trinità. Tra gli autori originali sono presenti Luis Enríquez Bacalov, Ennio Morricone, Gian Piero Reverberi, Gian Franco Reverberi, Alessandro Alessandroni, Franco Micalizzi, Roberto Pregadio, Francesco de Masi, Stelvio Cipriani, Piero Piccioni, Gianni Ferrio, Bruno Nicolai, Benedetto Ghiglia, Daniele Patucchi, Mario Migliardi e Nino Rota.

## Sviluppo
Il progetto, inizialmente, venne sviluppato da Capcom. Sarebbe dovuto uscire nel 2002, ma i continui rinvii hanno condotto la software house ad annullare il gioco. La Rockstar, intuendone il potenziale, ne acquistò i diritti e ne modificò in parte il gameplay e la trama.

## Sequel
A distanza di sei anni, il gioco ha avuto un seguito spirituale, Red Dead Redemption, uscito il 21 maggio 2010 per Xbox 360 e PlayStation 3. Circa 8 anni dopo, alla saga si aggiunge anche Red Dead Redemption 2 (per PlayStation 4 e Xbox One), prequel dello stesso Red Dead Redemption.